# Melitaea magniplaga
Melitaea magniplaga är en fjärilsart som beskrevs av Johannes Karl Max Röber 1927. Melitaea magniplaga ingår i släktet Melitaea och familjen praktfjärilar. Inga underarter finns listade i Catalogue of Life.